# Шикша
Шикша — одна з шести веданг, що пояснює традиційну індуїстську фонетику і фонологію санскриту. Основною метою шикши є навчання правильній вимові ведичних гімнів і мантр. Найбільш древнім посібником з санскритської фонетики є «Пратішакхьї», в яких описуються санскритська вимова та інтонація, а також санскритські правила сандхі, специфічні в кожній з ведичних шкіл.